# قلعه چانف
قلعه چانف مربوط به دوره قاجار است و در شهرستان نیکشهر، بخش لاشار، روستای چانف واقع شده و این اثر در تاریخ ۱۷ اسفند ۱۳۸۱ با شمارهٔ ثبت ۷۷۱۰ به‌عنوان یکی از آثار ملی ایران به ثبت رسیده است.